# 헤르만 페셀라
헤르만 알레호 페셀라(스페인어: Germán Alejo Pezzella, 1991년 6월 27일~)는 아르헨티나의 축구 선수로 포지션은 수비수이다. 현재 라리가의 레알 베티스 소속으로 뛰고 있다.